# Burial (musikalbum)
Burial är electronica-musikern Burials debutalbum från 2006.

## Låtlista
1. (untitled)
2. Distant Lights
3. Spaceape feat. spaceape
4. Wounder
5. Night Bus
6. Southern Comfort
7. U Hurt Me
8. Gutted
9. Forgive
10. Broken Home
11. Prayer
12. Pirates
13. (untitled)

## Källhänvisningar
1. ↑  "Burial – Burial". Discogs.com. Läst 1 februari 2015. (engelska)